# Папратница (Теслић)
Папратница је насељено мјесто у општини Теслић, Република Српска, БиХ. Према попису становништва из 2013. насеље више нема становника.

## Становништво
Према званичним пописима, Папратница је имала сљедећи етнички састав становништва:
| Националност       | 1991.          | 1981.        | 1971.        |
| Хрвати             | 1.070 (94,69%) | 871 (93,86%) | 918 (87,26%) |
| Муслимани          | 49 (4,336%)    | 22 (2,371%)  | 93 (8,840%)  |
| остали и непознато | 5 (0,442%)     | 3 (0,323%)   | 6 (0,570%)   |
| Југословени        | 4 (0,354%)     | 22 (2,371%)  | 10 (0,951%)  |
| Срби               | 2 (0,177%)     | 10 (1,078%)  | 23 (2,186%)  |
| Црногорци          | 0              | 0            | 2 (0,190%)   |
| Укупно             | 1.130          | 928          | 1.052        |

| Демографија | Демографија | Демографија |
| Година      | Становника  | Становника  |
| ----------- | ----------- | ----------- |
| 1971.       | 1.052       |             |
| 1981.       | 928         |             |
| 1991.       | 1.130       |             |
| 2013.       | 0           |             |